# Kougri
Kougri är en ort i Burkina Faso.   Den ligger i provinsen Province du Ganzourgou och regionen Plateau-Central, i den centrala delen av landet, 50 km öster om huvudstaden Ouagadougou. Kougri ligger 262 meter över havet och antalet invånare är 4 110.
Terrängen runt Kougri är platt. Runt Kougri är det ganska tätbefolkat, med 52 invånare per kvadratkilometer.. Kougri är det största samhället i trakten.
Omgivningarna runt Kougri är en mosaik av jordbruksmark och naturlig växtlighet.